# Hombourg-Haut
 Hombourg-Haut  es una población y comuna francesa, en la región de Lorena, departamento de Mosela, en el distrito de Forbach y cantón de Saint-Avold-2.

## Demografía
| 10 111 | 10 571 | 10 401 | 10 055 | 9580 | 9486 |
| Para los censos de 1962 a 1999 la población legal corresponde a la población sin duplicidades (Fuente: INSEE [Consultar]) |        |        |        |      |      |

## Cultura

### Lugares de interés

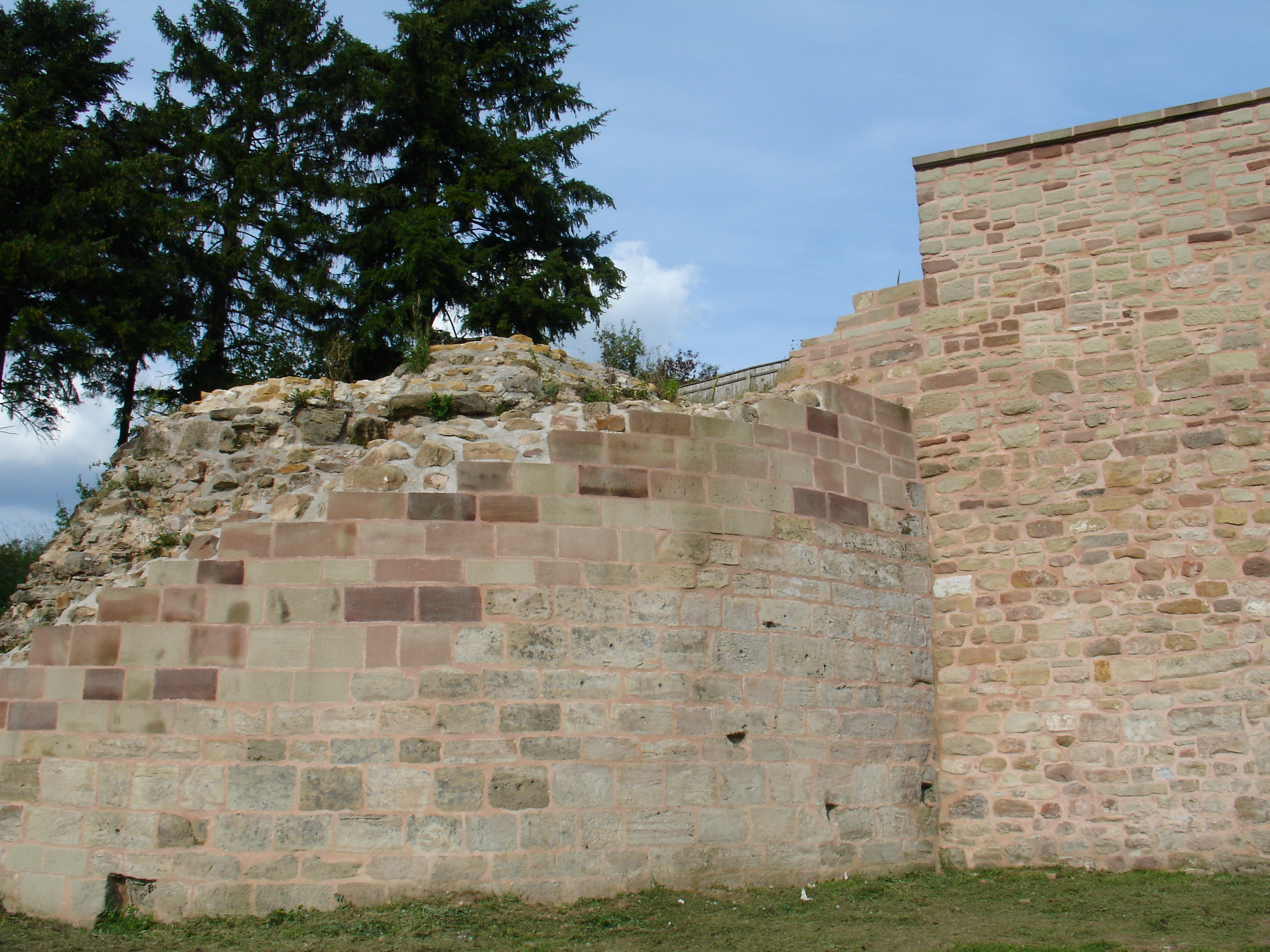
Ruins of the medieval castle
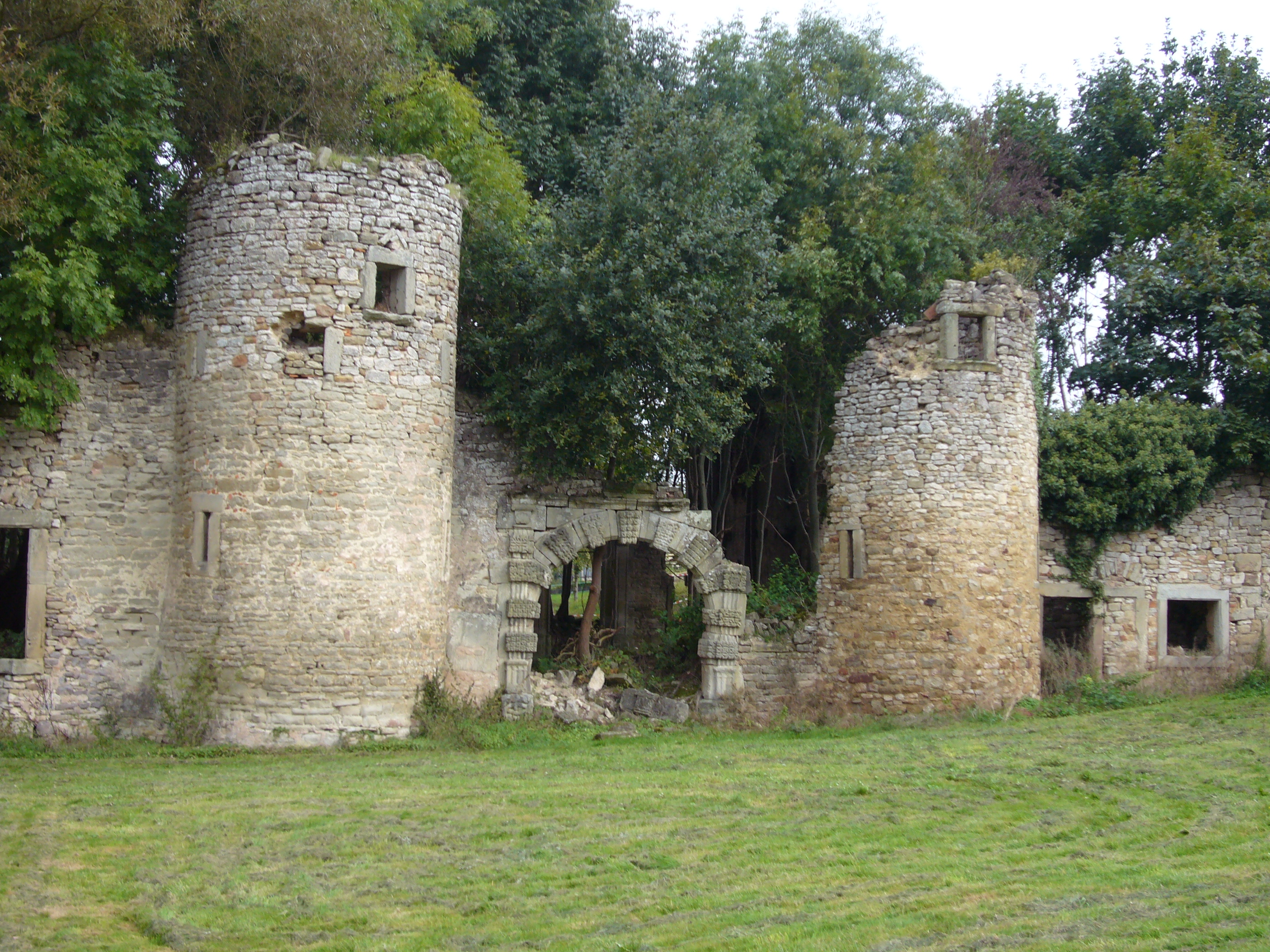
Ruins of the castle of Hellering
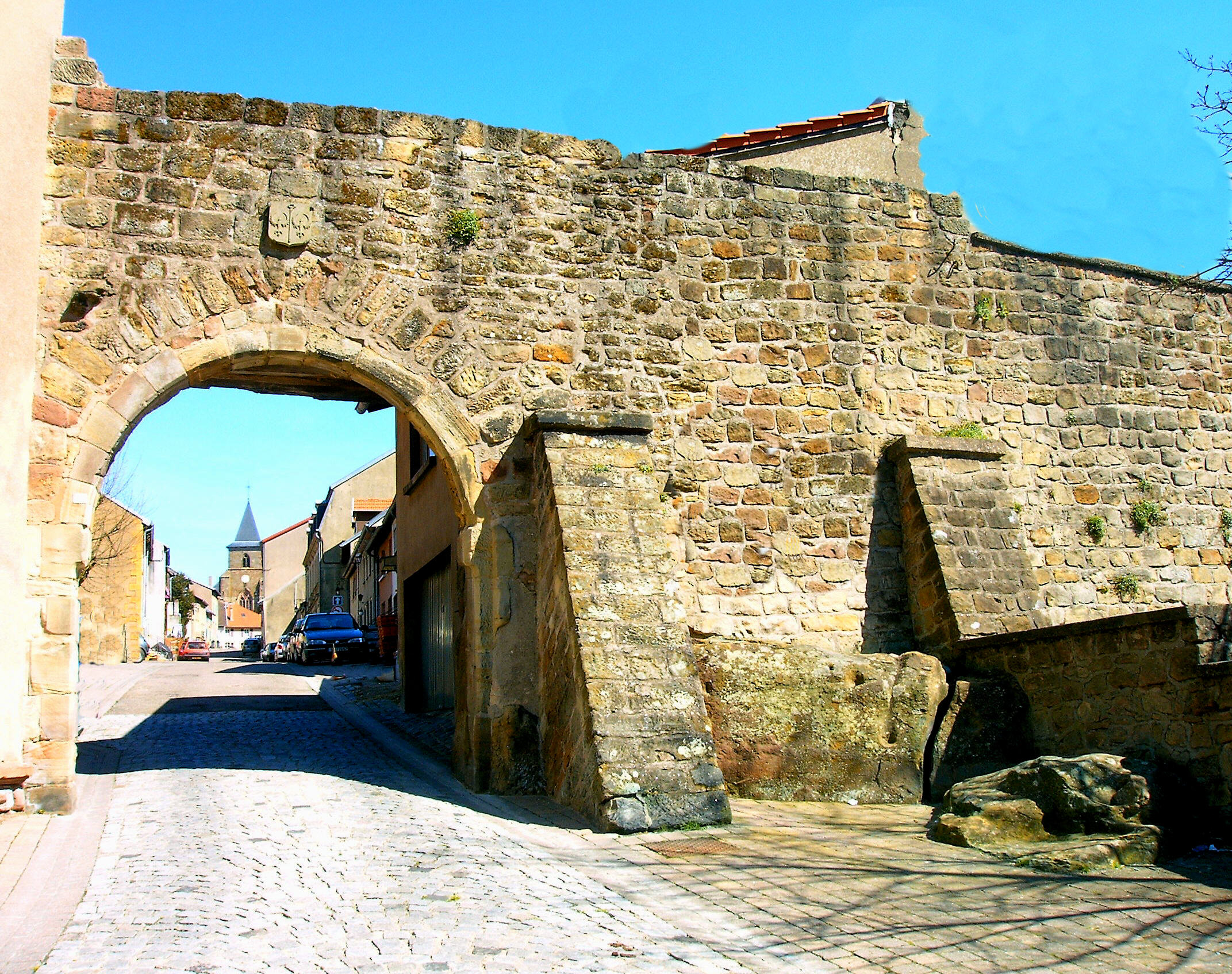
La Vieilie Porte
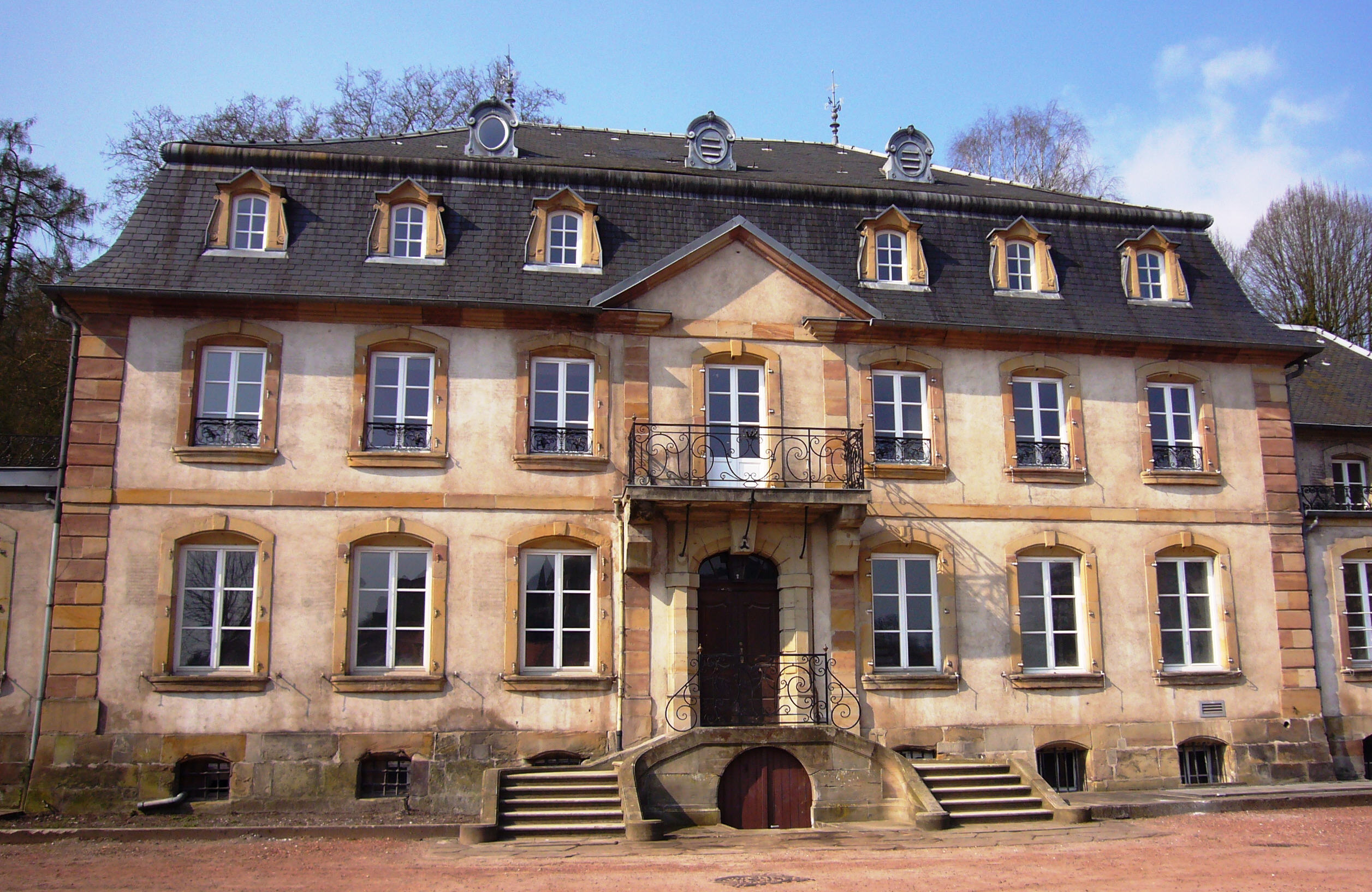
The Château d’Hausen

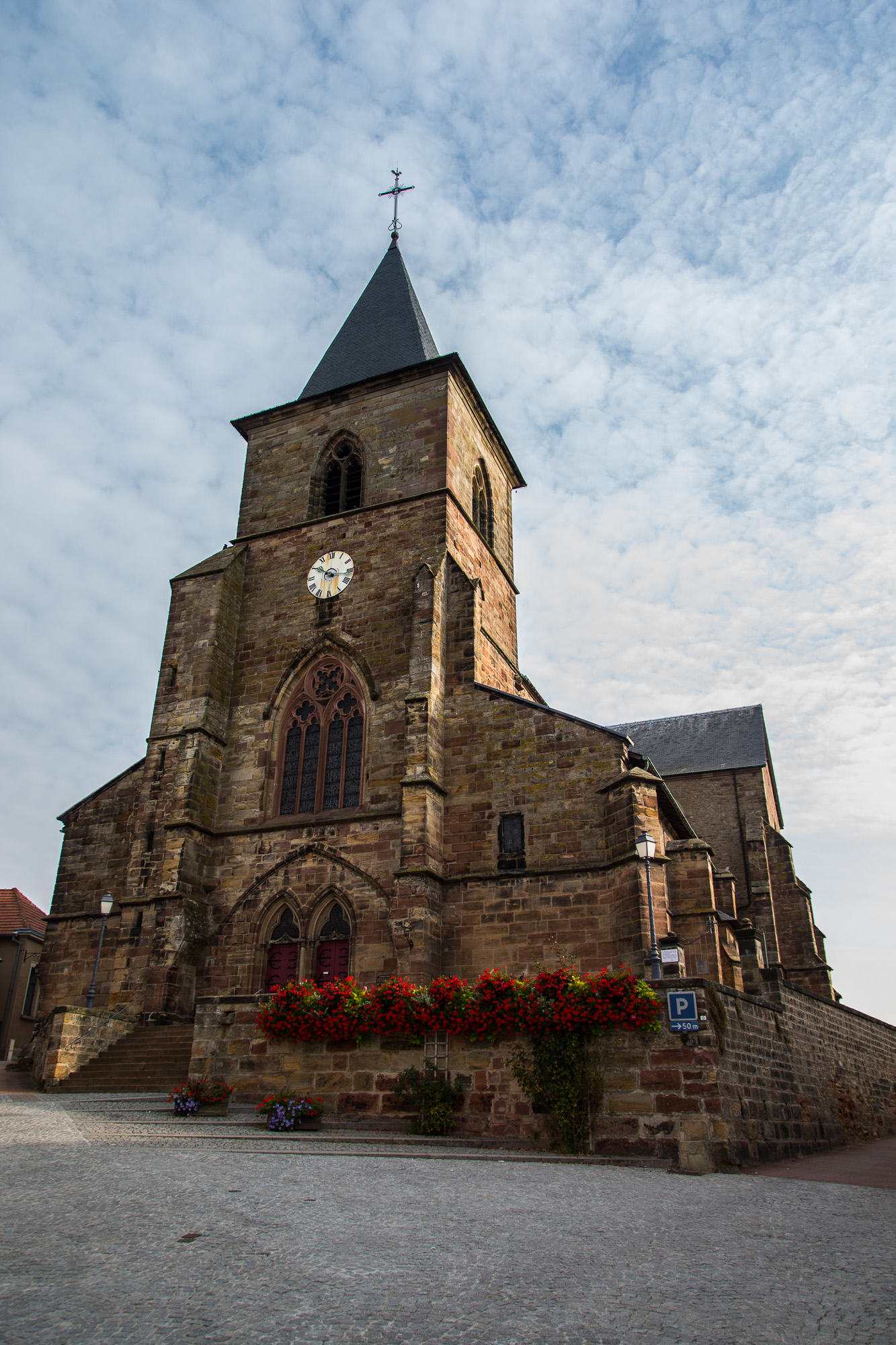
The collegiate church of Saint Stephen
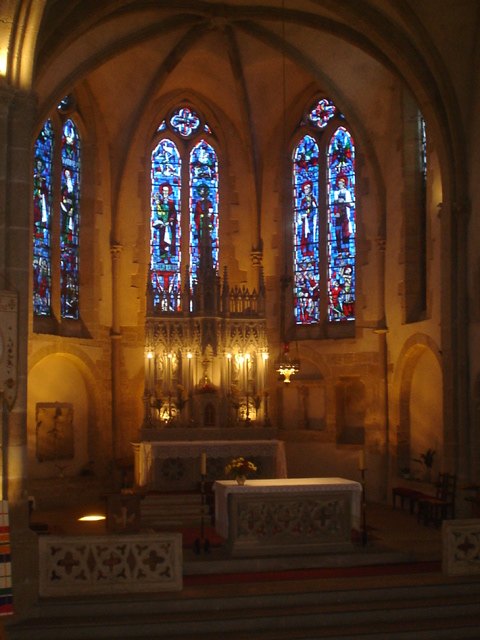
Gothic quire of the collegiate church of Saint Stephen
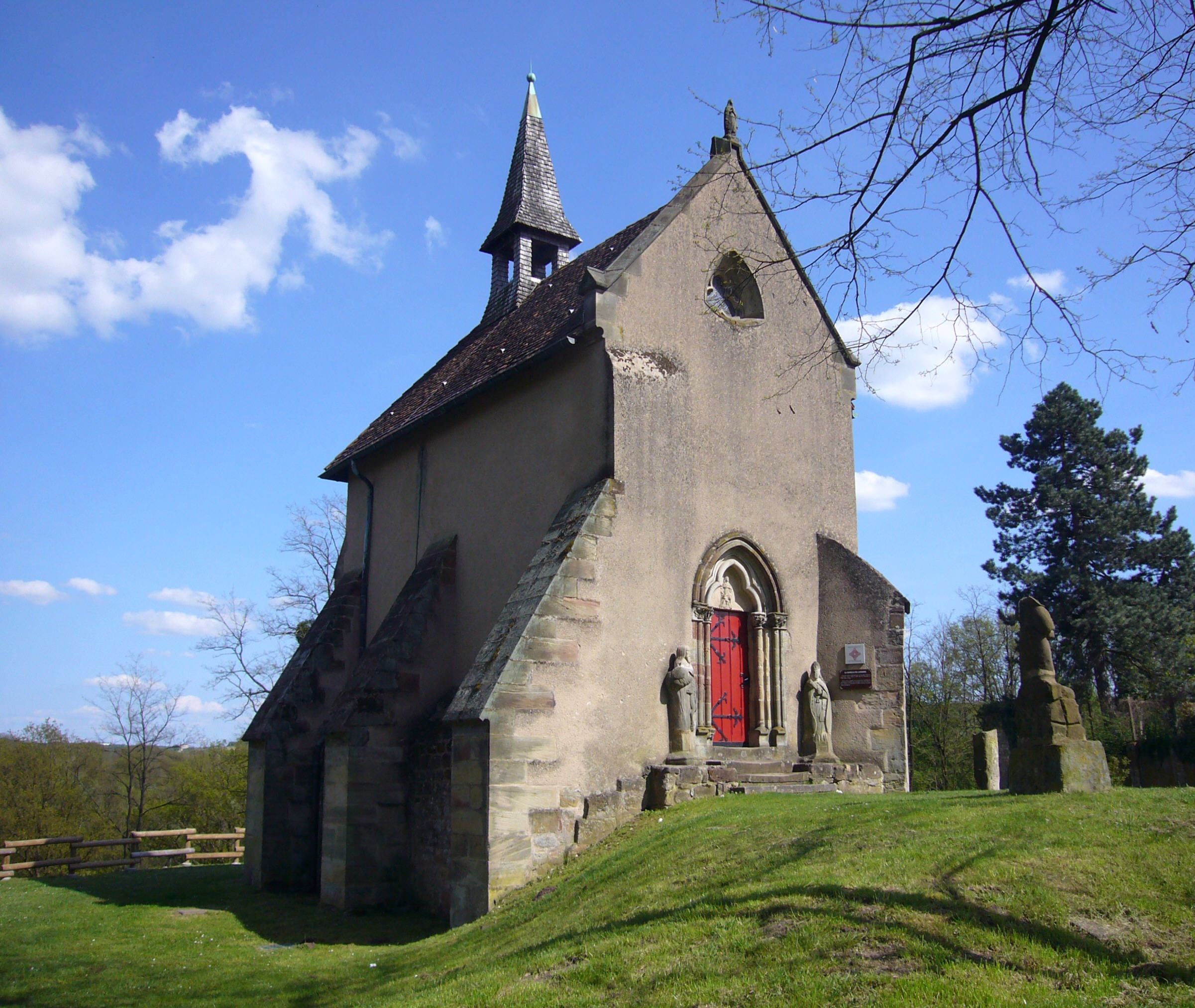
Saint Catherine's chapel
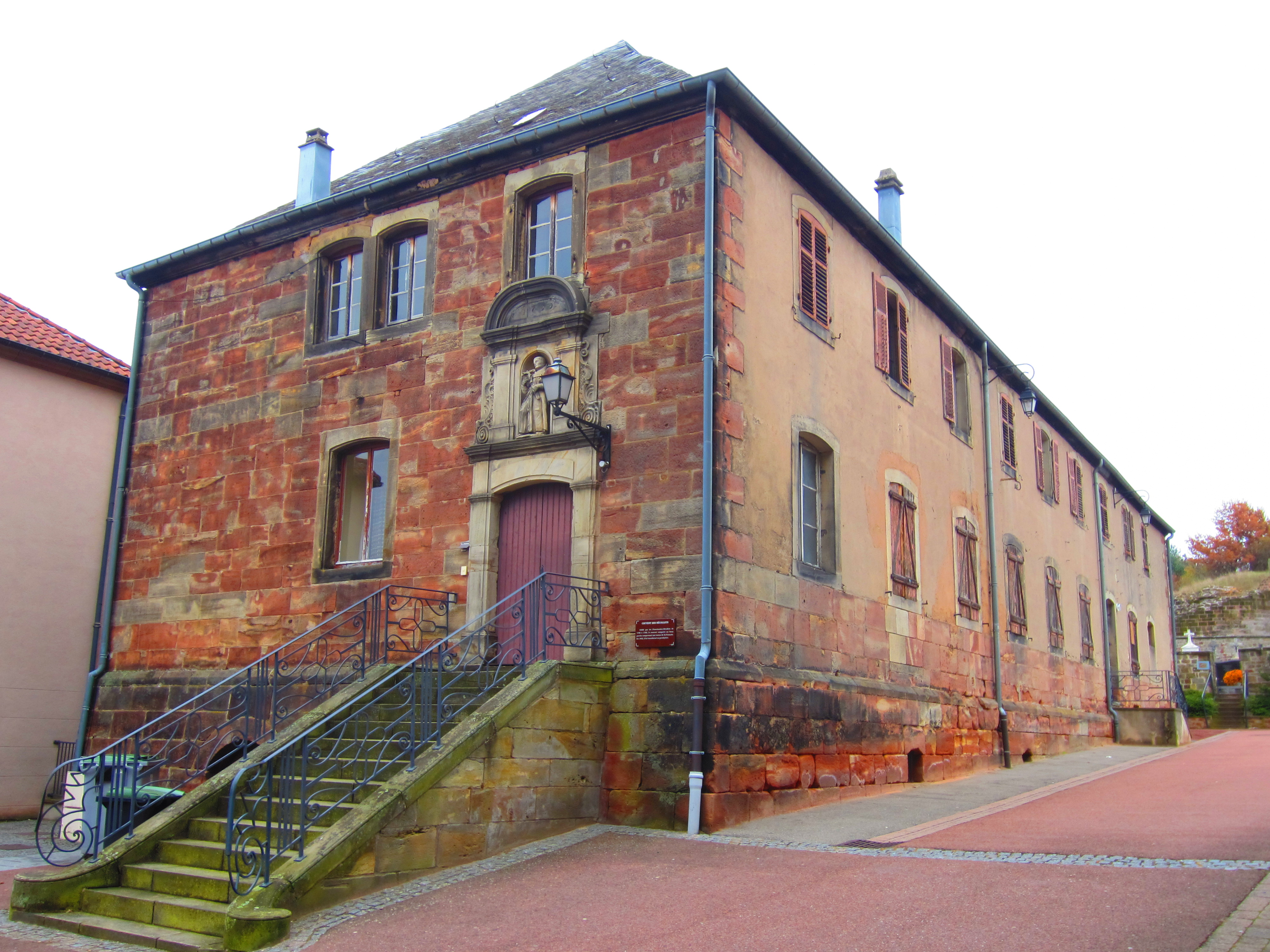
The Recollect convent

## Ciudades hermanadas
San Giorgio di Pesaro, Italia

### Personalidades ligadas a la comuna
Louis Théodore Gouvy (1819-1898) compositor francés y alemán del Romanticismo.